# Girls' Night
Girls' Night és una pel·lícula de comèdia dramàtica britànica del 1998 dirigida per Nick Hurran. Basada lliurement en les experiències reals de l'escriptor Kay Mellor, la pel·lícula és protagonitzada per Julie Walters i Brenda Blethyn com a dues cunyades i millors amigues, una es moria de càncer, que va complir un somni de tota la vida d'anar a Las Vegas, Nevada, després d'una inesperada victòria d'un jackpot al bingo.
Es va estrenar amb una resposta mixta per part de la crítica al Festival de Cinema de Sundance de 1998, que va assenyalar que era una "plàgrima més aviat formulada [amb] dues actrius britàniques potents", Hurran va guanyar un Silver Spire al Festival Internacional de Cinema de San Francisco i va rebre una nominació a l'Os d'Or al 48è Festival Internacional de Cinema de Berlín pel seu treball.

## Argument
Ambientada a la classe treballadora, al nord d'Anglaterra, Jackie Simpson i Dawn Wilkinson han estat les millors amigues i cunyades de tota la vida, ja que Dawn està casada amb el germà de Jackie, Steve. Les dues dones treballen juntes colze a colze en una fàbrica i tenen una nit de noies cada divendres.
Un divendres a la nit, a la sala de bingo mentre Jackie juga amb el gerent Paul, Dawn guanya el jackpot de Bingo, 100.000 lliures. Com que sempre divideixen els seus guanys, Jackie n'obté 50.000, així que agafa feliçment les seves coses, deixant al seu marit Dave les claus de la casa amb una nota dient que es pot quedar amb la casa. Jackie sorprèn el seu amant amb les seves pertinences, amb l'esperança de quedar-se una estona.
L'endemà, enfrontant-se amb el cap, Jackie és acomiadada. Poc després, Dawn emmalalteix i és traslladada d'urgència a l'hospital. Sotmesa a una pluja de proves, descobreixen que té càncer de nou (havia tingut càncer de mama anys enrere). Li diu que volen posar-la immediatament a un curs de radioteràpia. Quan l'Steve l'agafa, no diu res, però en arribar a casa, veient els seus adolescents problemàtics, comença a plorar inexplicablement.
Aquell divendres, les cunyades van a la festa del bingo a recollir el xec. Quan se li pregunta què faria amb els diners, Jackie bromeja amb la idea d'un viatge a Las Vegas. En Dave li porta un document oficialment que cancel·la la hipoteca. Jackie llavors descobreix que Dawn havia estat a l'hospital.
Dilluns, Dawn està fora de la línia a la feina i se li dona una tasca més senzilla que se sol donar als novells, una feina més aïllada. Steve li dona a Jackie un xec de només 35.000 lliures (en lloc de les 50.000 que li havia promès Dawn). Després del segon curs de radiació, Dawn vomita i comença a perdre els cabells. Ella anuncia que plegarà de la feina.
Jackie i Paul ho trenquen quan ella descobreix que ell no ha estat exclusiu. Ell està frustrat perquè s'hagués traslladat a viure fa un mes. L'Steve es troba amb Jackie mentre marxa amb les seves maletes, buscant ajuda amb Dawn. Té els cabells escàs i té un aspecte terrible, però es nega a admetre el que està passant. Jackie marxa cap a l'hospital, insistint que parli amb el metge de Dawn. Ella descobreix que Dawn ara rebutja més tractament, ja que no està reduint el seu tumor cerebral.
Jackie passa per Dawn's i la porta a una aventura a Las Vegas. En els seus primers minuts a les màquines escurabutxaques, Dawn aconsegueix el premi. No preparat per a un pagament tan gran, Cody li presta el seu barret de vaquer. Ella truca a Steve aquella nit per dir-li que s'ho passen genial a Las Vegas. Cody els convida a passar un dia explorant Nevada a cavall. Abans, Dawn torna a guanyar a la taula de ruleta. Després de dividir els més de 500 dòlars, Jackie la castiga per haver-se donat per vençuda.
El duet va fent senders amb Cody pel seu ranxo de Nevada. Després, Jackie és deixada a l'hotel, i Dawn es queda una estona fora i decideix que vol acabar amb el seu viatge.
De tornada a casa, Jackie cura de la Dawn i demana disculpes a Dave. Jackie fa un elogi al funeral de Dawn. Al despertar de casa, la família troba regals sota el llit. El seu missatge a Jackie des de la tomba és el barret de vaquer de Cody, així que torna amb ell a Nevada.

## Repartiment
- Julie Walters — Jackie Simpson
- Brenda Blethyn — Dawn Wilkinson
- Kris Kristofferson — Cody
- Philip Jackson — Dave Simpson
- George Costigan — Steve Wilkinson
- Anthony Lewis — Mathew Wilkinson
- Maxine Peake — Sharon
- James Gaddas — Paul
- Judith Barker — Helen
- Sue Cleaver — Rita
- Meera Syal — Carmen
- Sophie Stanton — Jane
- Fine Time Fontayne — Ken
- Brent Huff — Bobby Joe
- Nigel Whitmey — Tyrone
- Kathryn Hunt — infermera

## Recepció
La pel·lícula va recaptar 0,7 milions de lliures (1,2 milions de dòlars) al Regne Unit i 1,5 milions de dòlars a tot el món. Va guanyar el premi del públic a la XIX edició de la Mostra de València.

## Referéncies
1. ↑  Allon, Yoram; Cullen, Del; Patterson, Hannah. Contemporary British And Irish Film Directors, 2001-01-01. ISBN 9781903364215 [Consulta: 15 octubre 2010].
2. ↑  Harvey, Dennis. «Girls Night Review».  Variety, 22-01-1998. [Consulta: 15 octubre 2010].
3. ↑  «Awards for Nick Hurran».  IMDb. [Consulta: 15 octubre 2010].
4. ↑  «Berlinale: 1998 Programme». berlinale.de. [Consulta: 15 gener 2012].
5. ↑   «British biz at the box office». Variety, 14-12-1998, p. 72.
6. ↑   Peter Cowie. The Variety Almanac 1999.  Boxtree Ltd, 1999, p. 149. ISBN 0-7522-2454-9.
7. ↑  El corrosivo humor de "Los 92 minutos de Mr. Baum" logra la Palmera de Oro, El País, 21 d'octubre de 1998